# Босівка
Босі́вка — село в Україні, у Виноградській сільській громаді Звенигородського району Черкаської області, центр сільської ради, якій підпорядковане також село Товсті Роги. Розташоване за 18 км залізничної станції Лисянки на лінії Багачівка—Дашуківка. У селі мешкає 782 людей.

## Географія
Селом тече річка Босівка.

## Історія
1762 року право на заснування села отримав пан Райка від білоцерківського старости. І вже за три роки згадується як слобідка Білоцерківського староства. Надалі селом володіли представники польського роду Браницьких. Село брало участь у Київській козаччині 1855 року.
1900 року село входило до Виноградської волості. Населення було 2600 осіб, діяли 22 вітряних млини, хлібний магазин, православна церква, ферма та сільський банк. Влітку 1905 року в економії відбувся виступ селян-наймитів під керівництвом братів Бабенків і П. Бакала, які вимагали, ні багато ні мало, розподілу поміщицької землі і майна.
Під час примусової колективізації створено колгосп імені Литвинова. Під час голодомору 1932—1933 років загинуло 400 мешканців села. За сталінських репресій 12 жителів села репресовано. У 1937 році збудовано електростанцію.
На фронтах німецько-радянської війни воювало 400 жителів, з них 176 загинуло, 230 — нагороджено орденами і медалями. Уродженець села Козятинський Іван Климентійович став повним кавалером ордена Слави.
В січні—лютому 1944 року, під час ліквідації Корсунь-Шевченківського угрупування німецьких військ, на території села проходили важкі бої. В ході одного з них воїн Червоної армії сержант Ястребцев Віктор Іванович повторив подвиг Олександра Матросова, за що посмертно отримав звання Героя Радянського Союзу. На місці подвигу встановлено меморіальний обеліск. Ім'я Героя присвоєне місцевій дев'ятирічній школі.
В бою за відвоювання села загинув Герой радянського Союзу — командир відділення розвідників Беруашвілі Георгій Іванович. Його іменем названо сільський парк. Пам'ять полеглих воїнів односельців увічнює обеліск Слави, на якому викарбувані їх імена.
1962 року засновано драматичний театр під керівництвом Кулинич Т. О.

## Населення
Згідно з переписом УРСР 1989 року чисельність наявного населення села становила 1003 особи, з яких 443 чоловіки та 560 жінок.
За переписом населення України 2001 року в селі мешкали 862 особи.

### Мова
Розподіл населення за рідною мовою за даними перепису 2001 року:
| Мова       | Відсоток |
| ---------- | -------- |
| українська | 99,08 %  |
| російська  | 0,69 %   |
| інші       | 0,23 %   |

## Інфраструктура
На території села діють школа I—II ст., Будинок культури, фельдшерсько-акушерський пункт, будується Церква Превятої Богородиці. У 2010 році було проведено газофікацію села.

## Відомі особистості
В поселенні народився:
- Себржинський Василь Іванович (1785—1832) — український математик, співак та педагог.